# Home (album de Chiara Mastroianni et de Benjamin Biolay)
Pour les articles homonymes, voir Home.
Albums de Chiara Mastroianni et Benjamin Biolay
Négatif À l'origine
Home est un album de Chiara Mastroianni et de Benjamin Biolay, sorti le 8 juin 2004. 
Le son de l'album a été enregistré puis mixé en 5.1 par Dominique Blanc-Francard afin d'exploiter le format Super Audio CD. L'édition Limitée hybride SA-CD contient également deux titres supplémentaires, Chanson de la Pluie (qui contient elle-même une ghost track musicale non nommée) et À la longue. L'album a été enregistré en 10 jours répartis sur une période de 10 mois : le livret indique ainsi qu'il a été enregistré les 14, 15 et 16 juin 2003 ; 27 et 28 septembre 2003 ; 6, 7 et 8 décembre 2003 ; 19 et 20 avril 2004.

## Liste des titres
| No  | Titre                                          | Durée      |
| --- | ---------------------------------------------- | ---------- |
| 1.  | La Ballade du mois de Juin                     | 4 min 19 s |
| 2.  | Têtes à claques                                | 2 min 57 s |
| 3.  | A House Is Not a Home                          | 3 min 56 s |
| 4.  | Mobil Home                                     | 2 min 43 s |
| 5.  | Quelque part on m'attend                       | 3 min 32 s |
| 6.  | Folle de toi                                   | 2 min 33 s |
| 7.  | L'Apologie                                     | 4 min 23 s |
| 8.  | Un problème ?                                  | 3 min 47 s |
| 9.  | She's My Baby                                  | 2 min 50 s |
| 10. | La Plage                                       | 4 min 41 s |
| 11. | L'Arizona                                      | 3 min 49 s |
| 12. | Dance Rock'n Roll                              | 4 min 18 s |
| 13. | Douce comme l'eau                              | 2 min 13 s |
| 14. | Chanson de la pluie (version SA-CD uniquement) | 9 min 35 s |
| 15. | À la longue (version SA-CD uniquement)         | 3 min 06 s |